# 広沢賢一
広沢 賢一（ひろさわ けんいち、1919年〈大正8年〉3月15日 - 2003年〈平成15年〉2月15日）は、日本の政治家、政治活動家。日本社会党から衆議院議員当選1回。男性。

## 経歴
東京府出身。1942年（昭和17年）早稲田大学政治経済学部卒。第二次世界大戦敗戦後、大内兵衛、鈴木茂三郎の社会主義政治経済研究所所員となり、1949年に日本社会党本部書記となる。その後、鈴木の秘書を務める傍ら、党政策審議会事務次長、組織部長企画室長を歴任。
1959年、浅沼稲次郎社会党書記長を団長とした中華人民共和国訪問団に随行した。浅沼は右派の出身で、左派で鈴木茂三郎・佐々木更三派の広沢を「ゴクサ（極左の誤読）」と呼んでいた。しかし浅沼は「ゴクサ」広沢に演説の草稿を命じ、広沢は意を酌んで左派色の強い草稿を書いた。広沢は文中「アメリカ帝国主義についておたがいは共同の“何”」にすべきか迷い、「敵」「課題」などの候補を用意したところ、浅沼は決然として「敵」を選んだという。結果として「米帝国主義は日中共同の敵」発言として報じられた浅沼の演説は、中国側からは歓迎されたが、アメリカ合衆国はもちろん、自由民主党、さらに社会党内からも大きな批判を受けることになった。
1963年、第30回衆議院議員総選挙で東京都第1区_(中選挙区)から社会党公認で立候補したが、次点で落選した。元々は東京都第6区_(中選挙区)からの立候補を予定していたが、佐々木派を支援する全逓の宝樹文彦は安田龍の擁立を要求し、さもなくば全逓は東京都内の社会党候補を支援しないと主張した。そこで、広沢を他の選挙区に鞍替えさせることになった。

東京都第1区は浅沼稲次郎暗殺事件の後、稲次郎未亡人の浅沼享子が1期務め、享子は亡き夫に近い人物を後継に望んでいた。東京都第1区からは、加藤清政、岡謙四郎らが立候補の動きを見せていたが、佐々木派の曽我祐次が強引に広沢を鞍替えさせた。憤慨した享子が中央執行委員会で、委員たちを片っ端から呼んで「曽我の陰謀に引っ掛かるな」と言ったために議論は紛糾したが、最終的に全逓の意向を盾に、広沢の1区からの立候補が決まった。なお、東京都第6区から立候補した安田も落選した。
1967年、第31回衆議院議員総選挙で引き続き東京都第1区から立候補し、初当選。しかし、1969年、第32回衆議院議員総選挙で落選し、選挙区を加藤に明け渡すことになった。
その後は労働大学講師、日中友好協会委員、木村経済研究所理事など歴任。左派として社会党の社民主義化を批判し、反米・国際連合憲章擁護・護憲などを主張した。晩年まで左翼統一戦線の必要性を説き、社会党の後継である社会民主党を始め、新社会党、日本共産党などの党員と親交を結んでいた。2003年2月15日、東京都渋谷区の病院で、心筋梗塞のため死去した。